# Psychologia rodzaju
Psychologia rodzaju (ang. gender psychology) – subdyscyplina psychologii zajmująca się psychologicznymi aspektami społeczno-kulturowej tożsamości płciowej. 
Nazwa psychologia rodzaju nawiązuje do obecnego w naukach społecznych terminu rodzaj oznaczającego społeczno-kulturową tożsamość płciową. Nazwa ta jest tłumaczeniem angielskiego gender, w którym od lat 80. XX w. obowiązuje podział na płeć biologiczną (sex) i kulturową (gender). 
Psychologiczna perspektywa rodzaju obejmuje przede wszystkim analizę różnic płciowych, emocji, związków, seksualności, edukacji oraz pracy i kariery, jednocześnie pokazując w jakim stopniu różnice te mają źródło biologiczne, a w jakim społeczno-kulturowe. Psychologowie starają się odpowiedzieć na pytanie: jakie jest podejście kobiet i mężczyzn do kwestii dotyczących związków emocjonalnych, seksualności, jakie są ich wzajemne oczekiwania i postawy. W ten sposób psychologia pokazuje, że kobiety i mężczyźni często nie znają swoich wzajemnych oczekiwań i mają odmienne podejście do kwestii związków emocjonalnych. Często podawanym przykładem jest sytuacja, w której psycholog, w ramach terapii rodzinnej, poprosił pacjenta, by okazywał swojej żonie więcej czułości i miłości. Ten, chcąc spełnić sugestię psychologa, umył żonie samochód. 
Psychologia rodzaju zwraca uwagę na fakt, że nasze przekonania dotyczące różnic między płciami oraz ról rodzajowych często mają swoje źródło w kulturze masowej, gdzie są one przedstawiane jako konstrukty znaturalizowane, bez kontekstu naukowego. Jednocześnie celem psychologów jest dostarczenie rzetelnej wiedzy dotyczącej płciowego i seksualnego funkcjonowania człowieka. Przykładem jest popularne w nowoczesnej kulturze Zachodu przekonanie, że kobiecość i męskość są tworami całkowicie biologicznymi oraz rozłącznymi i nastawionymi opozycyjnie. To przekonanie zostało poddane ostrej krytyce przez psychologów, zdaniem których kobiecość i męskość leżą na kontinuum, przechodząc przez różne odcienie androgyniczności. Pionierką badań w tym zakresie była Sandra Bem, która wprowadziła do psychologii samo pojęcie androgyniczności, jak i kwestionariusz ról płciowych, badający w jakim punkcie kontinuum płciowego znajduje się dana osoba. 
Innym, zakodowanym kulturowo przekonaniem krytykowanym przez psychologów jest androcentryzm, czyli stawianie tożsamości mężczyzn ponad tożsamością kobiet oraz heteronormatywność, czyli marginalizacja osób homoseksualnych.